# Рут Блум

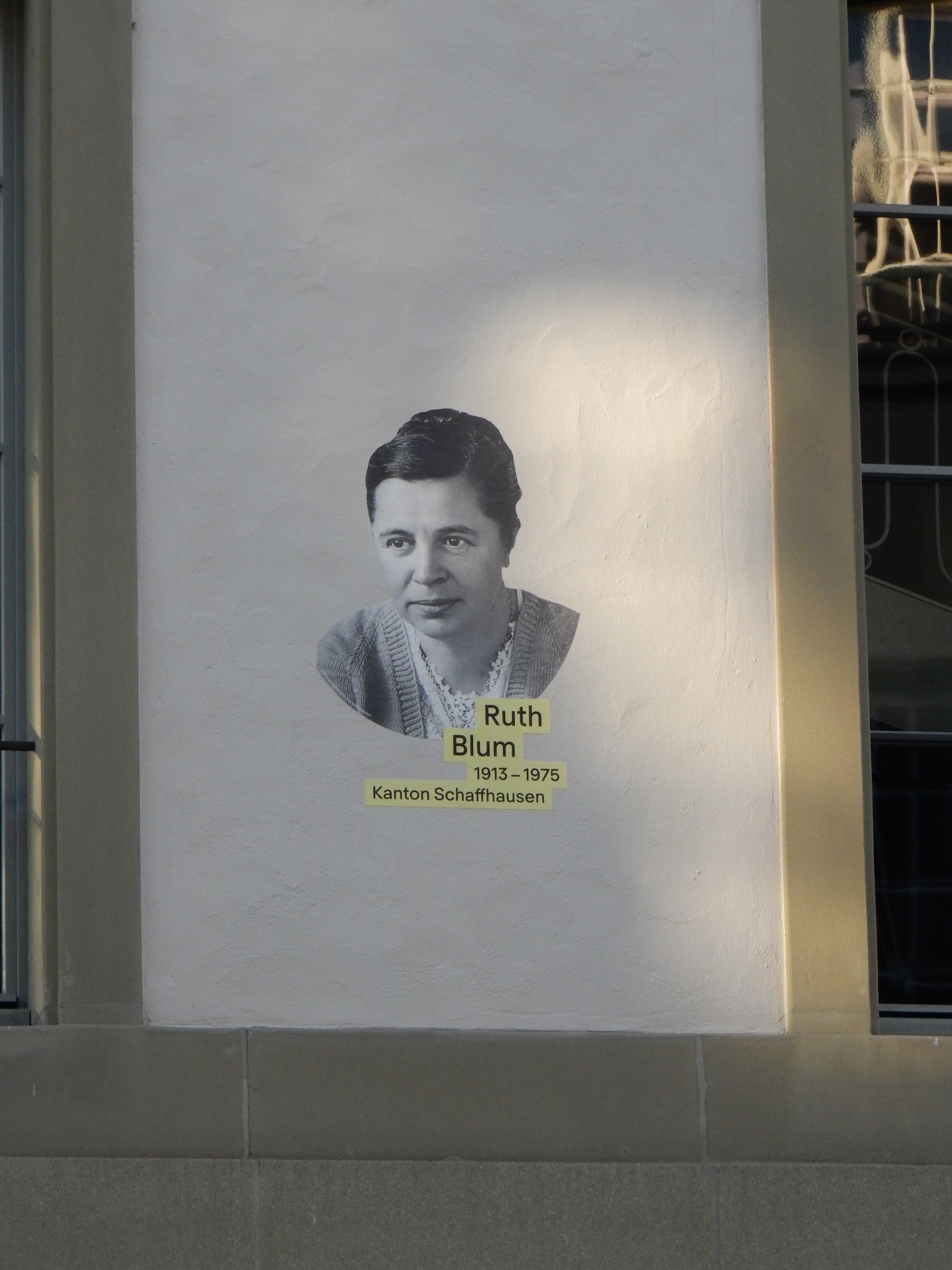
Рут Блум, фотографія на виставці, присвяченій 50-річчю жіночого виборчого права

Рут Блум (* 2 вересня 1913, Вільхінген, кантон Шаффхаузен ; † 2 серпня 1975, Шаффхаузен) — швейцарська письменниця і журналістка.

## Життєпис
Рут Блум народилась 2 вересня 1913 року в родині Гедвіги Хаблютцель, що походила із заможної виноробної сім’ї. У дитинстві хворіла на астму та [сухоти[|сухоти]]. Виросла в Клеттгау. Під час перебування на курорті в Давосі її здоров’я поліпшилося. Закінчила школу в Шаффгаузені. Почала вивчати педагогіку, де її літературний талант помітив учитель німецької мови.
У 1933 році залишила навчання на третьому курсі. Через фінансові труднощі сім’я переїхала до Цюриха. У цей час працювала на різних посадах — покоївкою, продавчинею, прибиральницею та адміністраторкою у стоматологічній клініці. Паралельно писала журналістські статті для газет, зокрема для Neue Zürcher Zeitung, а після повернення до Клеттгау — для Schaffhauser Bauer.
У 1949—1950 роках вдруге розпочала навчання в педагогічному коледжі в Шаффгаузені. З 1951 по 1961 рік працювала вчителькою початкової школи в Шаффгаузені. Через онкологічне захворювання вийшла на дострокову пенсію. Подолавши хворобу, прожила понад відведений лікарями п’ятирічний термін. Написала низку успішних автобіографічних книг. Померла від раку у 1975 році.

## Творчість
Перший роман Blauer Himmel – grüne Erde («Блакитне небо, зелена земля»), заснований на її дитячих і юнацьких враженнях із регіону Клеттгау, вийшов у 1941 році та здобув популярність серед читачів.
Авторка романів і оповідань. Лауреатка Літературної премії міста Шаффгаузен (1955), Премії Швейцарського фонду Шиллера за повне зібрання творів (1965) та Премії Георга Фішера (1971).

## Твори
- Блакитне небо, зелена земля, Фрауенфельд [та ін.] 1941
- Сонцестояння, Фрауенфельд [та ін.] 1944
- Короноване літо, Фрауенфельд 1945
- Таємна вечеря, Фрауенфельд 1947
- Божий кущ, Фрауенфельд 1953
- Шаффгаузенська батьківщина (разом з Отто Улінгером), Шаффгаузен 1955
- І здійнялася сварка, Цюрих [та ін.] 1964
- Мов іній на селі, Цюрих [та ін.] 1964
- Різдвяна гра про грошовий мішок, Цюрих [та ін.] 1965
- Ковпак блазня, Шаффгаузен 1965
- Моє обличчя вогню, Цюрих [та ін.] 1967
- Записи хворої на рак, 1970
- Сіре каміння, Шаффгаузен 1971 (перевидання, Цюрих, з післясловом Міріам Геррманн)
- І завжди спраглий до старого. Поїздки до Ірландії 1948–1973, Шаффгаузен 1974
- Серп, Шаффгаузен 1975
- Шкільні роки, Шаффгаузен 1976

## Вебпосилання
- Рут Блум. Публікації // Швейцарська національна бібліотека. Каталог «Helveticat»
- Бібліографія. Рут Блум // Німецька національна бібліотека
- Blum, Ruth німецькою, французькою та італійською //  Історичний словник Швейцарії.
- Autorenlexikon
- Ruth Blum, Biografie und Bibliografie auf Viceversa Literatur

1. 1 2  FemBio database
2. 1 2  verschiedene Autoren Historische Lexikon der Schweiz, Dictionnaire historique de la Suisse, Dizionario storico della Svizzera — Bern: 1998.
3. 1 2 3 4  Чеська національна авторитетна база даних